# Albert Hinter
Albert Hinter (* 3. Juli 1876 in Sachseln; † 1. Oktober 1957 in Engelberg) war ein Schweizer Maler, Glasmaler, Heraldiker und Gemälderestaurator.

## Leben und Werk
Albert Hinter war ein Sohn des aus Rickenbach bei Wil stammenden Joseph Albert Hinter (1846–1927) und der aus Sachseln stammenden Theresia, geborene Frunz (1851–1918). Zusammen mit seinen sechs jüngeren Geschwistern wuchs er in Sachseln auf.

Albert Hinter schuf mehrere Wandbilder in Innerschweizer Kirchen und Kapellen. 1921 entstand in Zusammenarbeit mit dem Kunsthistoriker Robert Durrer und dem Kunststudenten Hans von Matt das monumentale Votivbild an der Rückwand in der unteren Ranftkapelle in Flüeli-Ranft. Dieses Fresko zeigt Bruder Klaus als Retter der Schweiz im Ersten Weltkrieg. Am 16. September 1921 war das Werk weitgehend vollendet. Zuvor hatten Durrer, Hinter und von Matt an der Blosslegung und Konservierung alter Wandbilder in der gleichen Kapelle gearbeitet.
Albert Hinter schuf zudem rund 500 Glasgemälde mit meist religiösen Motiven sowie Wappen- und Kabinettscheiben.